# Наапет
«Наапет» — радянський художній фільм режисера Генріха Маляна. Екранізація однойменної повісті Грач'ї Кочара. Фільм отримав головний приз XI Всесоюзного кінофестивалю в Єревані.

## Сюжет
Картина розповідає про чоловіка на ім'я Наапет, що вижила після геноциду вірмен. Втративши все, що у нього було, він починає життя заново.

## У ролях
- Сос Саркисян — Наапет
- Фрунзик Мкртчян — Апро
- Галя Новенц — Антарам
- Вруйр Паноян — епізод
- Гуж Манукян — епізод
- Артуш Гедакян — епізод
- Олександр Хачатрян — епізод
- Артем Фодулян — Каро
- Рудольф Гевондян — епізод
- Рубен Мартиросян — епізод
- Софія Саркісян — Нубар
- Софія Бабаян — епізод
- Михайло Мірзоян — епізод
- В. Смбатян — епізод
- Степан Аджапханян — епізод
- Ашот Казарян — епізод
- Сергій Чолахян — епізод
- Аветік Джрагацпанян — епізод

## Знімальна група
- Режисер — Генріх Малян
- Сценарист — Генріх Малян
- Оператор — Сергій Ісраелян
- Композитор — Олександр Арутюнян
- Художник — Рафаель Бабаян